# Beta (ogniwo)
Beta – rodzaj baterii jądrowej produkowanej przez Związek Radziecki. Istniały dwa rodzaje ogniw Beta:
- Beta 1 – o mocy 5 W, paliwo stanowił 144Ce (cer) o okresie połowicznego rozpadu 285 dni
- Beta 2 – o mocy 5 W, paliwo stanowił 90Sr (stront)  o okresie połowicznego rozpadu 30 lat